# Lucius Manlius Acidinus
Lucius Manlius Acidinus entstammte der römischen Patrizierfamilie der Manlier und verwaltete von 206 bis 199 v. Chr. als Prokonsul Spanien.

## Leben
Lucius Manlius Acidinus, über dessen Abstammung nichts bekannt ist, wird erstmals 210 v. Chr. erwähnt, als er als Praetor urbanus amtierte. Da der Konsul Marcus Claudius Marcellus wegen des Kriegs in Italien gegen Hannibal unentbehrlich schien, wurde Manlius vom Senat beauftragt, den in Sizilien befindlichen zweiten Konsul Marcus Valerius Laevinus brieflich anzuweisen, zur Abhaltung der Wahlen nach Rom zu kommen. Anfang 208 v. Chr. erhielt Manlius den Befehl, als Gesandter die Verhältnisse in Griechenland zu erkunden. Ferner sollte er versuchen, den Olympischen Spielen beizuwohnen. Bei dieser Gelegenheit hatte er auch jene Einwohner Siziliens und Tarents, die wegen des Übertritts ihrer Städte auf die Seite der Punier geflohen waren, darüber zu informieren, dass sie nun zurückkehren könnten, weil ihre heimatlichen Gebiete mittlerweile erneut unter römischer Kontrolle standen. Wieder in Italien angekommen, verteidigte Manlius Anfang 207 v. Chr. mit seinen Truppen die umbrischen Pässe gegen Hasdrubal, den Bruder Hannibals. Als die Römer Hasdrubal in der Schlacht am Metaurus entscheidend geschlagen hatten, wobei der karthagische Anführer selbst gefallen war, sandte Manlius die erste Botschaft von diesem großen Erfolg nach Rom.
Nach der Vertreibung der Karthager aus Spanien begab sich Manlius Ende 206 v. Chr., mit prokonsularischem Imperium ausgestattet, auf die Iberische Halbinsel und fungierte dort zusammen mit Lucius Cornelius Lentulus als Nachfolger des siegreichen römischen Feldherrn Publius Cornelius Scipio Africanus, der 205 v. Chr. zum Konsul aufstieg. Als die iberischen Stämme der Ilergeten und Ausetaner, von Indibilis und dessen Bruder Mandonius angeführt, 205 v. Chr. gegen die nach dem Sturz der karthagischen Herrschaft neu etablierte römische Hegemonie rebellierten, erlitten sie gegen Manlius und Lentulus eine entscheidende Niederlage. Die römischen Feldherren erreichten durch ihren Sieg, dass es längere Zeit zu keinen weiteren Revolten kam.
Manlius verweilte mit mehrmals prolongiertem Kommando ebenso wie Lentulus noch etliche Jahre in seiner Stellung in Spanien. Nachdem die Römer den Zweiten Punischen Krieg erfolgreich hatten beenden können, wurde beschlossen, einen der beiden spanischen Prokonsuln mit einem Teil der Truppen heimzuholen, während der andere die übrige Armee neu formieren sollte. Als erster ging Lentulus 200 v. Chr. wieder nach Italien und konnte 199 v. Chr. das höchste Staatsamt bekleiden. Im Konsulatsjahr von Lentulus begab sich Manlius ebenfalls in seine Heimat zurück. Allerdings durfte er im Gegensatz zu seinem ehemaligen Kollegen keine Ovatio feiern, als ein Volkstribun, Publius Porcius Laeca, sein Veto dagegen einlegte, und außerdem wurde er auch nicht zum Konsul gewählt. Den Grund für diese Zurücksetzung gegenüber Lentulus sieht der Althistoriker Friedrich Münzer darin, dass Manlius nicht ebenso wie Lentulus von der politisch dominanten Partei der Scipionen unterstützt wurde.
Ein Adoptivsohn von Manlius, Lucius Manlius Acidinus Fulvianus, wurde 179 v. Chr. Konsul.